# Кропивницкий троллейбус
Кропивницкий троллейбус (укр. Кропивницький тролейбус) — троллейбусная система в городе Кропивницкий Кировоградской области Украины. До Великой Отечественной войны в городе также действовала трамвайная система.

## История
С 1897 года в Кропивницком (тогда Елисаветград) действовал трамвай. Во время Второй Мировой войны трамвайное хозяйство пострадало настолько сильно, что его восстановление было признано нецелесообразным: в 1941 году отступавшими советскими войсками была подорвана электроподстанция и разрушено трамвайное хозяйство, а впоследствии отступавшими немецкими войсками были даже разобраны пути. Троллейбусное движение открыто 4 ноября 1967 года, пик развития системы пришёлся на 1990-е годы. В 2001—2003 годах троллейбусное хозяйство пережило глубокий кризис из-за отсутствия финансирования и конкуренции со стороны маршрутных такси. Неоднократно на срок от двух недель до месяца отключалось электричество в троллейбусной сети из-за долгов Кировоградэлектротранса перед местной ТЭЦ. В 2004 году началось относительное возрождение: из около 100 нерабочих ЗиУ-9 были собраны 30 ходовых, также поступили 5 машин ЮМЗ Т2. Тогда работали четыре маршрута (№ № 4,5,9,10). Троллейбусное депо находилось в аренде у частной компании «ЕТК» (Елисаветградская транспортная компания). В ноябре 2015 года после избрания нового городского головы Райковича А. П. наметилась тенденция к развитию коммунального транспорта. 26 апреля 2016 года троллейбусный парк был возвращен в коммунальную собственность города (КП «Электротранс»). В рамках программы развития городского пассажирского транспорта на 2016 год было куплено 20 новых троллейбусов марки «Дніпро Т103». В планах на 2018—2019 годы за счет средств городского бюджета и инвестиционного кредита Европейского банка реконструкции и развития планировалось приобрести 20 новых троллейбусов и продлить городскую троллейбусную линию по следующим улицам: ул. Яновского (от АС-2 до ул. Садовая), ул. Садовая, ул. Кропивницкого, ул. Шевченко (от ул. Кропивницкого до ул. Большая Перспективная), ул. Холодноярская (от конечной остановки «Лесопарковая» до пос. Молодежный (конечная остановка «Лелековское БУ»), Студенческий бульвар (от ул. Большая Перспективная до ул. Михайловская), ул. Андрея Матвиенко (от ул. Михайловской до пл. Дружбы народов), ул. Мурманская (от просп. Промышленного до выставочной площадки «АгроЭкспо»).
В городе действует единственное троллейбусное депо, по состоянию на январь 2022 года дневной выпуск на линию составляет до 41 машины в будни (30 — в выходные дни) на 10 маршрутах.

## Маршруты
В 1990-е годы в Кировограде действовало 11 маршрутов. В конце 1990-х — начале 2000-х годов было закрыто 9 маршрутов (кроме 4 и 10). 3 июля 2015 года восстановлено движение по маршруту № 1 «проспект Промышленный — Лесопарковая». 25 января 2017 года восстановлено движение по маршруту № 9 «улица Генерала Жадова — железнодорожный вокзал».

### Действующие маршруты
По состоянию на 25 декабря 2023 года действуют следующие маршруты:
| №  | Маршрут                                                   |
| -- | --------------------------------------------------------- |
| 1  | 101-й микрорайон — Лесопарковая                           |
| 4  | ул. Конституции — Лесопарковая                            |
| 5  | 101-й микрорайон — Ж/д вокзал                             |
| 7  | ул. Государственности — Лелековка                         |
| 7А | ул. Государственности — ч/з Ленинградскую ул. — Лелековка |
| 8  | ул. Государственности — Облонкодиспансер                  |
| 9  | ул. Государственности — швейная фабрика                   |
| 10 | ул. Государственности — Лесопарковая                      |

### Недействующие маршруты
| №  | Маршрут                                                               |
| -- | --------------------------------------------------------------------- |
| 1  | Депо — ТЭЦ                                                            |
| 1А | Улица Волкова — Лесопарковая                                          |
| 2  | Улица Волкова — Аэропорт/Лесопарковая                                 |
| 3  | Студгородок/ДСК/улица Попова — ТЭЦ                                    |
| 6  | Железнодорожный вокзал — п-кт Винниченко/ул. Чыкаленко — Лесопарковая |
| 7  | Областная больница/101-й микрорайон — Ж/д вокзал                      |
| 8  | Аэропорт — ДСК                                                        |
| 8  | Улица Попова — Лесопарковая                                           |
| 11 | Ж/д вокзал — Областная больница (кольцевой)                           |
| 12 | Улица Жадова — Лесопарковая                                           |
| А  | Автостанция №2 — п-кт Винниченко — Отель «Киев» (кольцевой)           |

## Подвижной состав
По состоянию на 01.01.2022:
- Днепр-Т103 — 21
- Днепр-Т203 — 21
- ЗиУ-682 — 3 (на 2024 не используются на маршрутах)
- ЮМЗ-Т2 — 6 (на 2024 используются 2)

Списанный подвижной состав:
- Киев-11 — 2 экземпляра сочленёных и 6 экземпляра Киев-11 укороченные.

## Стоимость проезда
Стоимость разового проезда в кропивницком троллейбусе длительное время в конце 2000-х годов составляла всего 50 копеек (1/2 гривны), будучи таким образом в то время самой дешёвой ценой на троллейбусный билет в городах Украины В 2009 году стоимость была одной из самых низких на Украине. В то же время себестоимость проезда одного пассажира — 1,25—1,3 грн. В 2006 году убытки «Елисаветградской транспортной компании» составили около 3 млн грн., в 2007 году — 2 млн грн.
, но в соответствии с распоряжением Председателя областной государственной администрации Владимира Мовчана, от 2 января 2010 года стоимость проезда в кропивницких троллейбусах выросла до 1 гривны за поездку. С 10 августа 2013 тариф повысился до 1 гривны 25 копеек, с 3 мая 2014 составил 1 гривну 50 копеек, а уже с 15 июня 2015 стремительно вырос до 2 гривен 50 копеек. С 2022 цена проезда повысилась до 6 гривен за поездку..